# Argonaut Peak
Argonaut Peak – góra w USA, w stanie Waszyngton w hrabstwie Chelan. Jest to granitowy wierzchołek łańcucha Stuart Range, należącego do Gór Kaskadowych, położona około 100 km na wschód od Seattle. 
Szczyt leży na terenie obszaru chronionego o nazwie Alpine Lakes Wilderness Area.